# Liste invasiver gebietsfremder Arten von unionsweiter Bedeutung
Die Liste invasiver gebietsfremder Arten von unionsweiter Bedeutung, im entsprechenden Kontext auch kurz Unionsliste genannt, wurde von der Europäischen Kommission am 13. Juli 2016 zum ersten Mal veröffentlicht. Sie enthielt in dieser Fassung 37 Tier- und Pflanzenarten, die aus anderen Kontinenten absichtlich oder unabsichtlich in das damalige Gebiet der EU eingeführt wurden (engl. Invasive Alien Species bzw. IAS) und sich mit erheblich nachteiligen Auswirkungen für die Umwelt in der freien Natur verbreitet haben (Schwarze Liste). Es können auch Arten in die Liste aufgenommen werden, die bislang noch nicht in der Europäischen Union vorkommen oder sich in einer frühen Phase der Ansiedlung befinden und höchstwahrscheinlich durch ihre Ausbreitung stark negative Folgen haben würden. Sie gelten als Bedrohung für die Erhaltung der europäischen Ökosysteme und für die Artenvielfalt. Die Liste wurde 2017 um zwölf, 2019 um 17 Arten, sowie 2022 um 22 Arten erweitert, sodass die Unionsliste 88 invasive Arten umfasst.

## Grundlagen

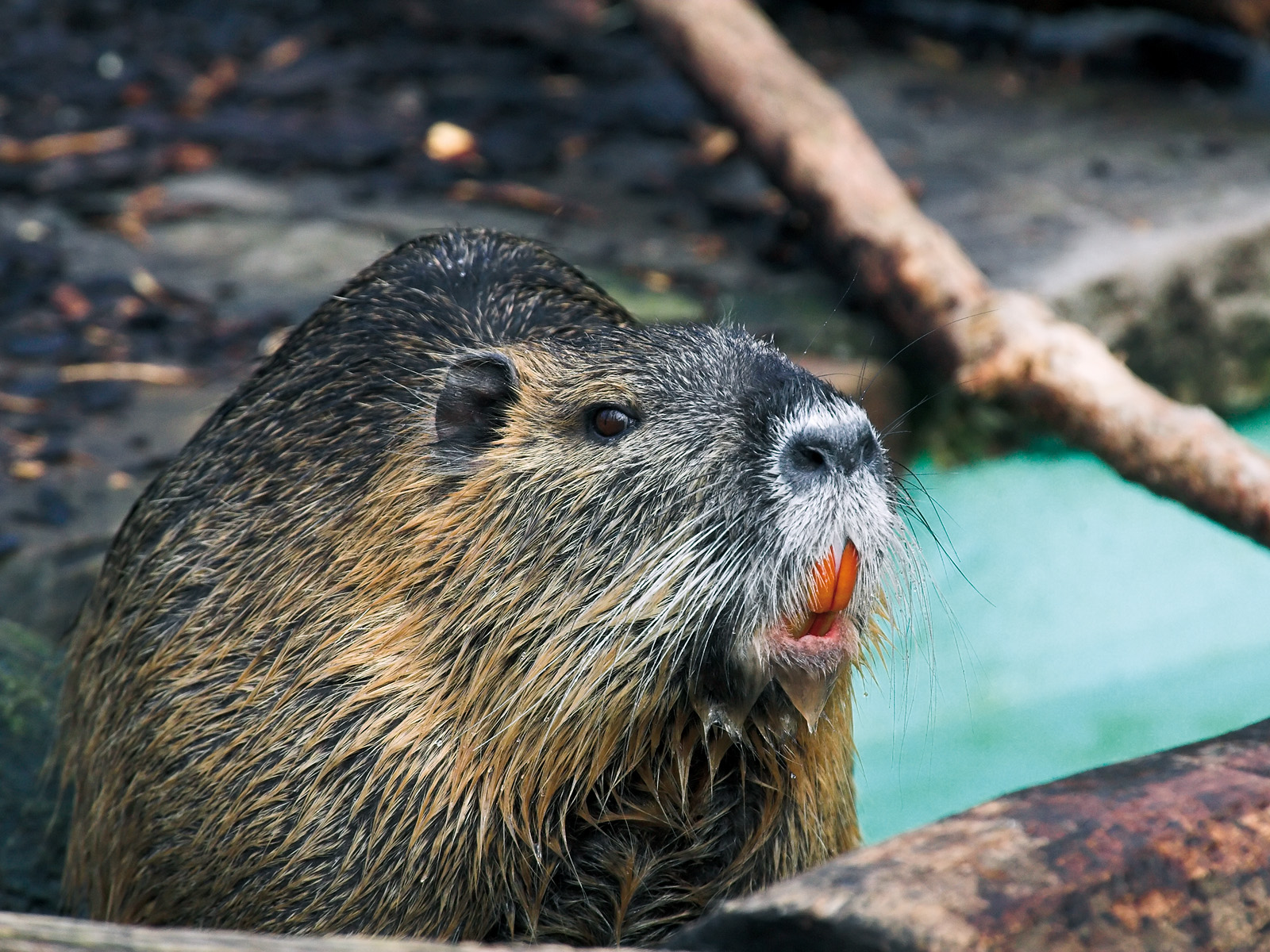
Die Nutria stammt aus Pelztierzuchten und siedelte sich in der Natur an Flüssen und Seen an.

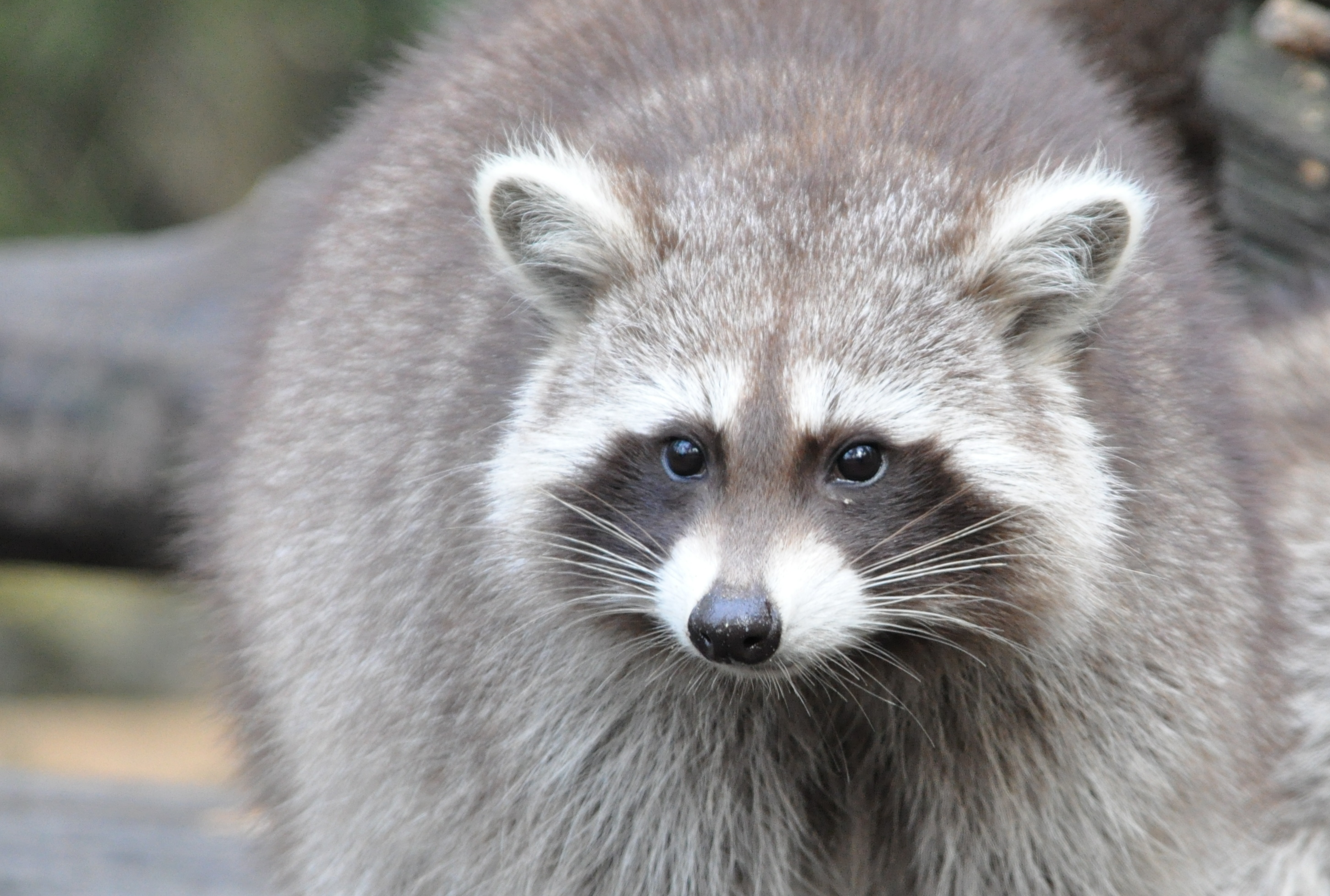
Auch der Waschbär entkam aus Pelztierfarmen oder wurde angesiedelt, um „die heimische Fauna zu bereichern“.

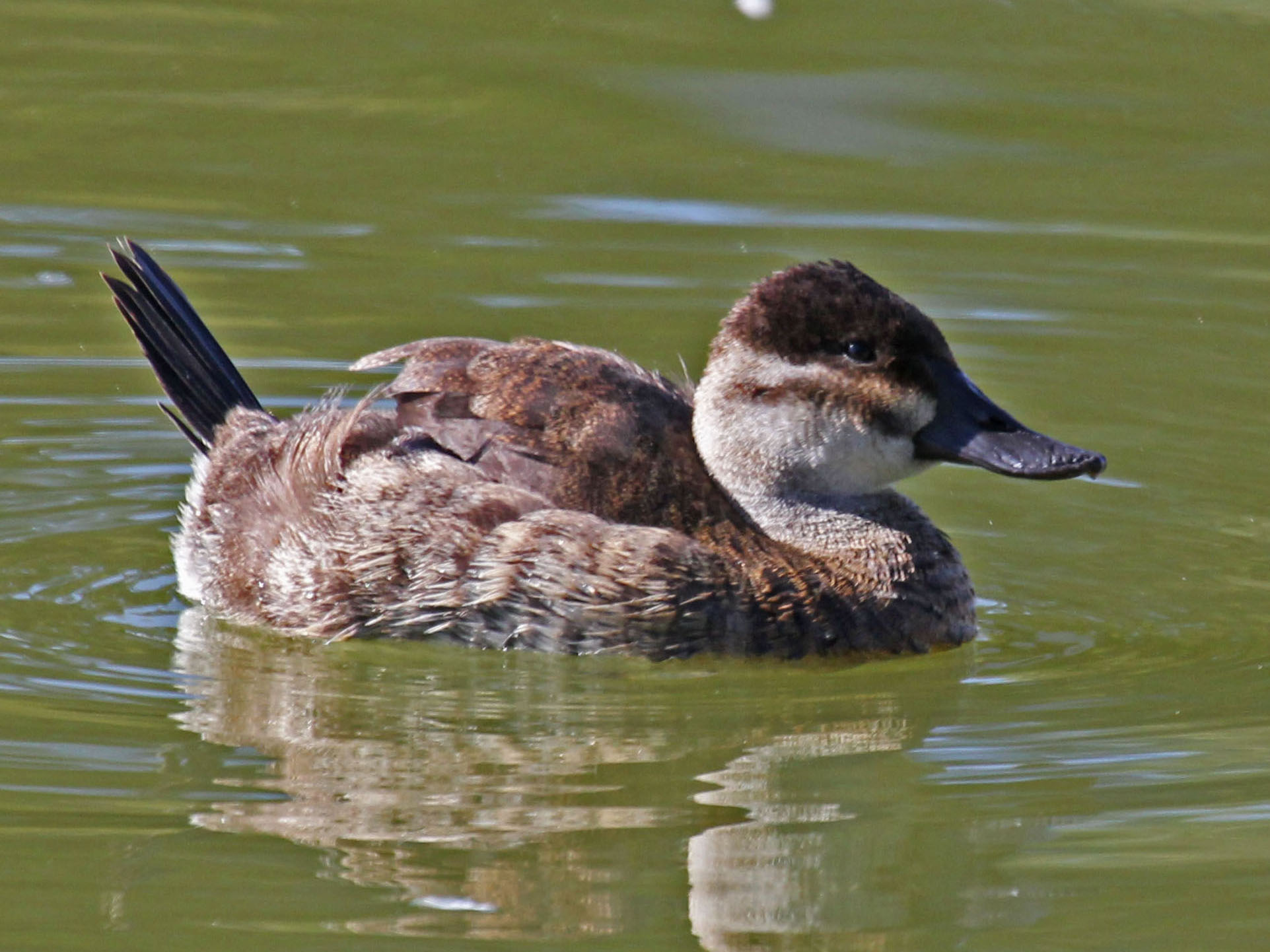
Die Schwarzkopf-Ruderente ist ein Gefangenschaftsflüchtling. Alle in Kontinentaleuropa verbreiteten Exemplare stammen von wenigen Pärchen ab.

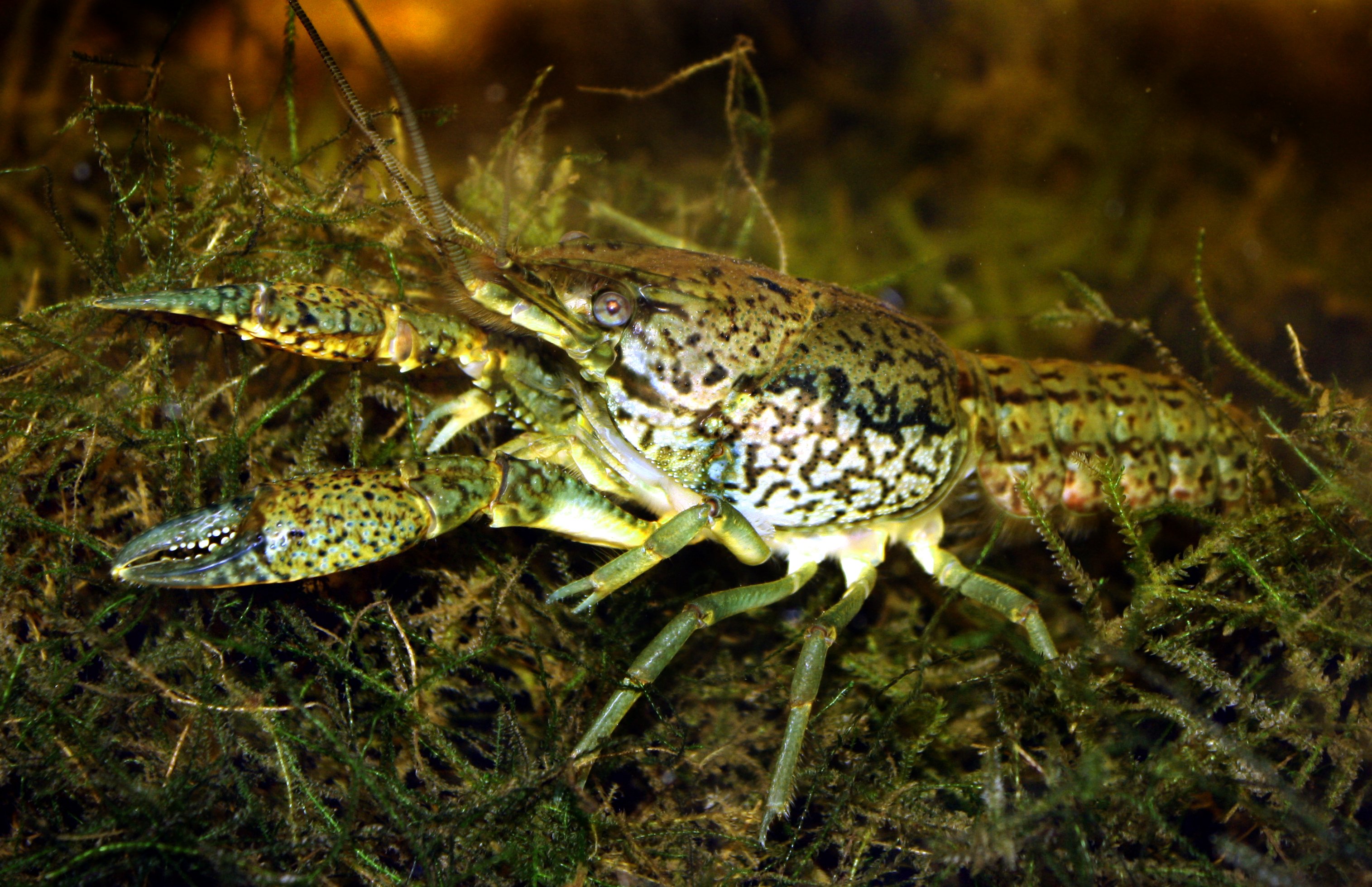
Der Marmorkrebs ist eine sich ungeschlechtlich vermehrende Form von Procambarus fallax. Der Krebs breitet sich weltweit aus, gilt als Überträger der Krebspest und verdrängt heimische Arten.

In Europa kommen rund 12.000 gebietsfremde Arten vor (Tiere, Pflanzen, Pilze und Mikroorganismen), nur rund 10 bis 15 Prozent davon werden als invasiv angesehen. Als invasiv werden Arten bezeichnet, die sich rasch und unkontrolliert ausbreiten und nachteilige Folgen für die Ökosysteme und die mit diesen verbundene biologische Vielfalt sowie andere soziale, gesundheitliche oder wirtschaftliche Auswirkungen haben.
Publiziert wurde die Liste als Durchführungsverordnung (EU) 2016/1141 der Kommission vom 13. Juli 2016, die Liste basiert auf der Verordnung (EU) Nr. 1143/2014 des Europäischen Parlaments und des Rates der Europäischen Union vom 22. Oktober 2014 über die Prävention und das Management der Einbringung und Ausbreitung invasiver gebietsfremder Arten. Dabei folgt die Liste dem Artikel 4 dieser Verordnung, in dem die Erstellung einer gemeinsamen Liste („Unionsliste“) durch die Europäische Kommission gefordert worden war (Abs. 1). Auf die Liste kommen nur solche gebietsfremde invasive Arten, die unionsweite Bedeutung haben. Die Unionsliste soll im Abstand von höchstens sechs Jahren überprüft und regelmäßig aktualisiert werden (Art. 4 Abs. 2 Verordnung (EU) 1143/2014).
Entscheidungen über die Aufnahme einer Art in die Liste werden auf der Grundlage von nachweisgestützten Risikobewertungen gefällt. Die Bewertungen müssen gemäß einheitlich vereinbarter Kriterien durchgeführt werden, so dass eine einmalige Bewertung für die gesamte Europäische Union ausreicht. Die Entscheidung fällt dann ein Ausschuss bestehend aus Experten der Mitgliedsstaaten und der Kommission.
Die Mitgliedstaaten der Europäischen Union verpflichten sich, zu verhindern, dass die auf der Liste genannten Arten in die EU eingeführt, dort gehandelt, gehalten, gezüchtet oder freigelassen werden. Insbesondere betrifft das auch Zoos, denen die Haltung etwa von Waschbären weiterhin gestattet ist, die sie aber ausbruchssicher unterbringen und ihre Fortpflanzung verhindern müssen.
Die eigentliche Liste findet sich als Anhang der Durchführungsverordnung vom 13. Juli 2016 und enthält auch KN-Codes (harmonisierte Warensystematik der EU), um die Überprüfung bezüglich Import und Verbreitung zu erleichtern.
In die Liste aufgenommen werden nur Arten, bei denen eine Erfolgsprognose ergeben hat, dass durch die Aufnahme in die Unionsliste die nachteiligen Auswirkungen tatsächlich verhindert, minimiert oder abgeschwächt werden können. Die betreffende Art muss in mindestens zwei Mitgliedsstaaten in der Lage sein, lebensfähige Populationen aufzubauen. Die erwarteten Schäden oder Nachteile müssen wissenschaftlich nachgewiesen worden sein. Nicht in die Liste aufgenommen werden außerdem etwa Arten, die in einigen Teilen der EU invasive Neobiota sind, aber andernorts auch natürlich vorkommen, wie zum Beispiel Schwarzmund-Grundel und andere pontokaspische Grundelarten mit natürlichen Vorkommen in Rumänien.

## Liste

### Tiere
23 invasive Tierarten (Neozoen) wurden 2016 auf die Liste der Europäischen Kommission gesetzt, davon neun Säugetierarten wie das Pallashörnchen, das Grauhörnchen, das Fuchshörnchen, das Gestreifte Backenhörnchen (Burunduk), der Waschbär, der Südamerikanische Nasenbär, die Nutria, der Kleine Mungo und der Chinesische Muntjak. Relativ hoch ist auch der Anteil der Krebstiere mit sechs Arten, außerdem drei Vogelarten, zwei Fischarten, eine Schildkrötenart, eine Froschart und eine Insektenart.
Die Liste wurde in den Jahren 2017, 2019 und 2022 ergänzt. Zwischenzeitlich stehen zwei Amphibienarten, neun Fischarten, fünf Insektenarten, sieben Krebsarten, zwei Reptilienarten, 13 Säugetiere, sechs Vogelarten, eine Muschel und ein Plattwurm auf der Liste.
| Bild                                            | Art                                             | wissenschaftlicher Name                                                 | Artengruppe | gelistet seit |
| ----------------------------------------------- | ----------------------------------------------- | ----------------------------------------------------------------------- | ----------- | ------------- |
| Pallashörnchen                                  | Pallashörnchen                                  | Callosciurus erythraeus Pallas, 1779                                    | Säugetiere  | 3. Aug. 2016  |
| Glanzkrähe                                      | Glanzkrähe                                      | Corvus splendens Viellot, 1817                                          | Vögel       | 3. Aug. 2016  |
| Chinesische Wollhandkrabbe                      | Chinesische Wollhandkrabbe                      | Eriocheir sinensis H. Milne Edwards, 1854                               | Krebse      | 3. Aug. 2016  |
| Kleiner Mungo                                   | Kleiner Mungo                                   | Herpestes javanicus É. Geoffroy Saint-Hilaire, 1818                     | Säugetiere  | 3. Aug. 2016  |
| Nordamerikanischer Ochsenfrosch                 | Nordamerikanischer Ochsenfrosch                 | Lithobates catesbeianus Shaw, 1802                                      | Amphibien   | 3. Aug. 2016  |
| Chinesischer Muntjak                            | Chinesischer Muntjak                            | Muntiacus reevesi Ogilby, 1839                                          | Säugetiere  | 3. Aug. 2016  |
| Nutria                                          | Nutria                                          | Myocastor coypus Molina, 1782                                           | Säugetiere  | 3. Aug. 2016  |
| Südamerikanischer Nasenbär                      | Südamerikanischer Nasenbär                      | Nasua nasua Linnaeus, 1766                                              | Säugetiere  | 3. Aug. 2016  |
| Kamberkrebs                                     | Kamberkrebs                                     | Orconectes limosus Rafinesque, 1817                                     | Krebse      | 3. Aug. 2016  |
| Viril-Flusskrebs                                | Viril-Flusskrebs                                | Orconectes virilis Hagen, 1870                                          | Krebse      | 3. Aug. 2016  |
| Schwarzkopf-Ruderente                           | Schwarzkopf-Ruderente                           | Oxyura jamaicensis Gmelin, 1789                                         | Vögel       | 3. Aug. 2016  |
| Signalkrebs                                     | Signalkrebs                                     | Pacifastacus leniusculus Dana, 1852                                     | Krebse      | 3. Aug. 2016  |
| Amur-Schläfergrundel                            | Amur-Schläfergrundel                            | Perccottus glenii Dybowski, 1877                                        | Fische      | 3. Aug. 2016  |
| Roter Amerikanischer Sumpfkrebs                 | Roter Amerikanischer Sumpfkrebs                 | Procambarus clarkii Girard, 1852                                        | Krebse      | 3. Aug. 2016  |
| Marmorkrebs                                     | Marmorkrebs                                     | Procambarus fallax (Hagen, 1870) forma virginalis (Martin et al., 2010) | Krebse      | 3. Aug. 2016  |
| Waschbär                                        | Waschbär                                        | Procyon lotor Linnaeus, 1758                                            | Säugetiere  | 3. Aug. 2016  |
| Blaubandbärbling                                | Blaubandbärbling                                | Pseudorasbora parva Temminck & Schlegel, 1846                           | Fische      | 3. Aug. 2016  |
| Grauhörnchen                                    | Grauhörnchen                                    | Sciurus carolinensis Gmelin, 1788                                       | Säugetiere  | 3. Aug. 2016  |
| Fuchshörnchen                                   | Fuchshörnchen                                   | Sciurus niger Linnaeus, 1758                                            | Säugetiere  | 3. Aug. 2016  |
| Burunduk                                        | Burunduk                                        | Tamias sibiricus Laxmann, 1769                                          | Säugetiere  | 3. Aug. 2016  |
| Heiliger Ibis                                   | Heiliger Ibis                                   | Threskiornis aethiopicus Latham, 1790                                   | Vögel       | 3. Aug. 2016  |
| Nordamerikanische Buchstaben-Schmuckschildkröte | Nordamerikanische Buchstaben-Schmuckschildkröte | Trachemys scripta Schoepff, 1792                                        | Reptilien   | 3. Aug. 2016  |
| Asiatische Gelbfuß-Hornisse                     | Asiatische Gelbfuß-Hornisse                     | Vespa velutina nigrithorax de Buysson, 1905                             | Insekten    | 3. Aug. 2016  |
| Nilgans                                         | Nilgans                                         | Alopochen aegyptiaca Linnaeus, 1766                                     | Vögel       | 2. Aug. 2017  |
| Marderhund                                      | Marderhund                                      | Nyctereutes procyonoides Gray, 1834                                     | Säugetiere  | 2. Feb. 2019  |
| Bisamratte                                      | Bisamratte                                      | Ondatra zibethicus Linnaeus, 1766                                       | Säugetiere  | 2. Aug. 2017  |
| Neuseeland-Plattwurm                            | Neuseeland-Plattwurm                            | Arthurdendyus triangulatus Dendy, 1894, Jones & Gerard, 1999            | Plattwürmer | 15. Aug. 2019 |
| Gemeiner Sonnenbarsch                           | Gemeiner Sonnenbarsch                           | Lepomis gibbosus Linnaeus, 1758                                         | Fische      | 15. Aug. 2019 |
| Gestreifter Korallenwels                        | Gestreifter Korallenwels                        | Plotosus lineatus Thunberg, 1787                                        | Fische      | 15. Aug. 2019 |
| Hirtenmaina                                     | Hirtenmaina / Hirtenstar                        | Acridotheres tristis Linnaeus, 1766                                     | Vögel       | 15. Aug. 2019 |
| Schwarzer Zwergwels                             | Schwarzer Zwergwels                             | Ameiurus melas                                                          | Fische      | 2. Aug. 2022  |
| Axishirsch                                      | Axishirsch                                      | Axis axis                                                               | Säugetiere  | 2. Aug. 2022  |
| Finlayson-Hörnchen                              | Finlayson-Hörnchen                              | Callosciurus finlaysonii                                                | Säugetiere  | 2. Aug. 2022  |
| Argus-Schlangenkopffisch                        | Argus-Schlangenkopffisch                        | Channa argus                                                            | Fische      | 2. Aug. 2022  |
| Amerikanischer Rostkrebs                        | Amerikanischer Rostkrebs                        | Faxonius rusticus                                                       | Krebse      | 2. Aug. 2022  |
| Westlicher Mosquitofisch                        | Westlicher Mosquitofisch                        | Gambusia affinis                                                        | Fische      | 2. Aug. 2022  |
| Östlicher Mosquitofisch                         | Östlicher Mosquitofisch                         | Gambusia holbrooki                                                      | Fische      | 2. Aug. 2022  |
| Kettennatter                                    | Kettennatter                                    | Lampropeltis getula                                                     | Reptilien   | 2. Aug. 2022  |
| Goldene Muschel                                 | Gold-Muschel                                    | Limnoperna fortunei                                                     | Muscheln    | 2. Aug. 2022  |
| Amerikanischer Streifenbarsch                   | Amerikanischer Streifenbarsch                   | Morone americana                                                        | Fische      | 2. Aug. 2022  |
| Rußbülbül                                       | Rußbülbül                                       | Pycnonotus cafer                                                        | Vögel       | 2. Aug. 2022  |
| Feuerameise                                     | Feuerameise                                     | Solenopsis geminata                                                     | Insekten    | 2. Aug. 2022  |
| Rote Feuerameise                                | Rote Feuerameise                                | Solenopsis invicta                                                      | Insekten    | 2. Aug. 2022  |
| Schwarze Feuerameise                            | Schwarze Feuerameise                            | Solenopsis richteri                                                     | Insekten    | 2. Aug. 2022  |
| Kleine Feuerameise                              | Kleine Feuerameise                              | Wasmannia auropunctata                                                  | Insekten    | 2. Aug. 2022  |
| Krallenfrosch                                   | Krallenfrosch                                   | Xenopus laevis                                                          | Amphibien   | 2. Aug. 2022  |

### Pflanzen

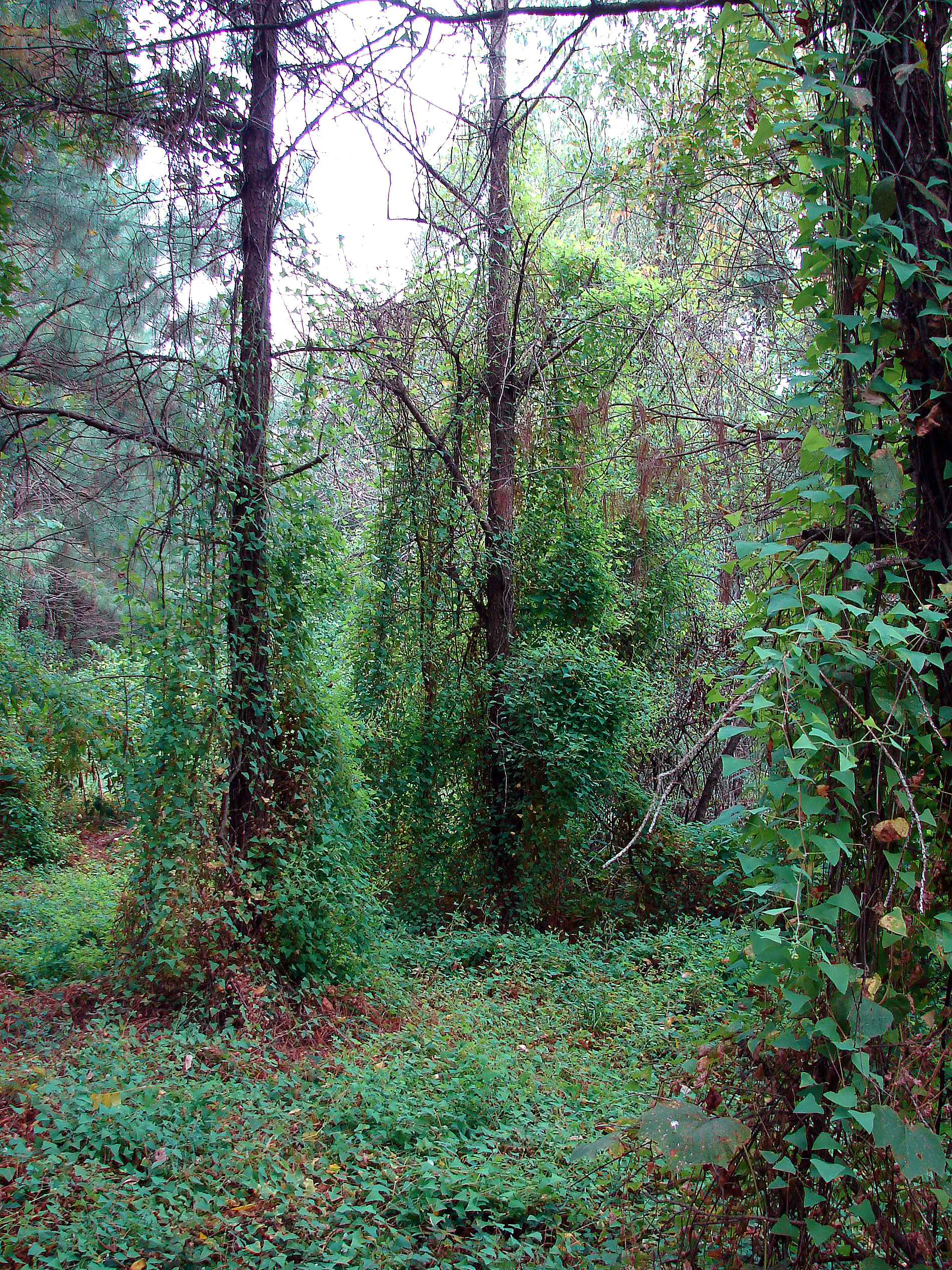
Der Durchwachsene Knöterich (Persicaria perfoliata) ist an den nahezu dreieckigen Laubblättern zu erkennen.

Auf der Liste von 2016 befanden sich auch 14 Arten von in Europa invasiven Gefäßpflanzen (Neophyten). Die Liste wurde 2017 um neun Arten, 2019 um 13 und 2022 um drei weitere Arten erweitert:
| Bild                               | Art                                       | wissenschaftlicher Name                                                                      | Familie                  | gelistet seit |
| ---------------------------------- | ----------------------------------------- | -------------------------------------------------------------------------------------------- | ------------------------ | ------------- |
| Kreuzstrauch                       | Kreuzstrauch                              | Baccharis halimifolia L.                                                                     | Korbblütler              | 3. Aug. 2016  |
| Karolina-Haarnixe                  | Karolina-Haarnixe                         | Cabomba caroliniana Gray                                                                     | Haarnixengewächse        | 3. Aug. 2016  |
| Dickstielige Wasserhyazinthe       | Dickstielige Wasserhyazinthe              | Eichhornia crassipes (Martius) Solms                                                         | Wasserhyazinthengewächse | 3. Aug. 2016  |
| Golpar                             | Golpar                                    | Heracleum persicum Fischer                                                                   | Doldenblütler            | 3. Aug. 2016  |
| Sosnowsky-Bärenklau                | Sosnowsky-Bärenklau                       | Heracleum sosnowskyi Mandenova                                                               | Doldenblütler            | 3. Aug. 2016  |
| Hahnenfußähnlicher Wassernabel     | Hahnenfußähnlicher Wassernabel            | Hydrocotyle ranunculoides L.                                                                 | Araliengewächse          | 3. Aug. 2016  |
| Wechselblatt-Wasserpest            | Wechselblatt-Wasserpest                   | Lagarosiphon major (Ridley) Moss                                                             | Froschbissgewächse       | 3. Aug. 2016  |
| Großblütiges Heusenkraut           | Großblütiges Heusenkraut                  | Ludwigia grandiflora (Michx.) Greuter & Burdet                                               | Nachtkerzengewächse      | 3. Aug. 2016  |
| Flutendes Heusenkraut              | Flutendes Heusenkraut                     | Ludwigia peploides (Kunth) P. H. Raven                                                       | Nachtkerzengewächse      | 3. Aug. 2016  |
| Gelbe Scheinkalla                  | Gelbe Scheinkalla                         | Lysichiton americanus Hultén & St. John                                                      | Aronstabgewächse         | 3. Aug. 2016  |
| Brasilianisches Tausendblatt       | Brasilianisches Tausendblatt              | Myriophyllum aquaticum (Vell.) Verdc.                                                        | Tausendblattgewächse     | 3. Aug. 2016  |
| Karottenkraut                      | Karottenkraut                             | Parthenium hysterophorus L.                                                                  | Korbblütler              | 3. Aug. 2016  |
| Durchwachsener Knöterich           | Durchwachsener Knöterich                  | Persicaria perfoliata (L.) H. Gross (Synonym Polygonum perfoliatum (L.))                     | Knöterichgewächse        | 3. Aug. 2016  |
| Kudzu                              | Kudzu                                     | Pueraria montana (Lour.) Merr. var. lobata (Willd.) (Synonym Pueraria lobata (Willd.) Ohwi)  | Schmetterlingsblütler    | 3. Aug. 2016  |
| Alligatorkraut                     | Alligatorkraut                            | Alternanthera philoxeroides (Mart.) Griseb.                                                  | Fuchsschwanzgewächse     | 2. Aug. 2017  |
| Gewöhnliche Seidenpflanze          | Gewöhnliche Seidenpflanze                 | Asclepias syriaca L.                                                                         | Hundsgiftgewächse        | 2. Aug. 2017  |
| Schmalblättrige Wasserpest         | Schmalblättrige Wasserpest                | Elodea nuttallii (Planch.) H. St. John                                                       | Froschbissgewächse       | 2. Aug. 2017  |
| Mammutblatt                        | Mammutblatt                               | Gunnera tinctoria (Molina) Mirbel                                                            | Mammutblattgewächse      | 2. Aug. 2017  |
| Riesenbärenklau                    | Riesenbärenklau                           | Heracleum mantegazzianum Sommier & Levier                                                    | Doldenblütler            | 2. Aug. 2017  |
| Drüsiges Springkraut               | Drüsiges Springkraut                      | Impatiens glandulifera Royle                                                                 | Balsaminengewächse       | 2. Aug. 2017  |
| Japanisches Stelzengras            | Japanisches Stelzengras                   | Microstegium vimineum (Trin.) A. Camus                                                       | Süßgräser                | 2. Aug. 2017  |
| Verschiedenblättriges Tausendblatt | Verschiedenblättriges Tausendblatt        | Myriophyllum heterophyllum Michx.                                                            | Tausendblattgewächse     | 2. Aug. 2017  |
| Afrikanisches Lampenputzergras     | Afrikanisches Lampenputzergras            | Pennisetum setaceum (Forssk.) Chiov.                                                         | Süßgräser                | 2. Aug. 2017  |
| Weidenblatt-Akazie                 | Weidenblatt-Akazie                        | Acacia saligna (Labill.) H. L. Wendl.                                                        | Schmetterlingsblütler    | 15. Aug. 2019 |
| Götterbaum                         | Götterbaum                                | Ailanthus altissima (Mill.) Swingle                                                          | Bittereschengewächse     | 15. Aug. 2019 |
| Blaustängelige Besensegge          | Blaustängelige Besensegge                 | Andropogon virginicus L.                                                                     | Süßgräser                | 15. Aug. 2019 |
| Ballonrebe                         | Ballonrebe / Herzerbse                    | Cardiospermum grandiflorum Sw.                                                               | Seifenbaumgewächse       | 15. Aug. 2019 |
| Purpur-Pampasgras                  | Purpur-Pampasgras / Andenpampasgras       | Cortaderia jubata (Lemoine ex Carrière) Stapf                                                | Süßgräser                | 15. Aug. 2019 |
| Ausdauerndes Veldtgras             | Ausdauerndes Veldtgras / Purpur-Veldtgras | Ehrharta calycina Sm.                                                                        | Süßgräser                | 15. Aug. 2019 |
| Falscher Wasserfreund              | Falscher Wasserfreund                     | Gymnocoronis spilanthoides (D.Don ex Hook. & Arn.) DC.                                       | Korbblütler              | 15. Aug. 2019 |
| Japanischer Klee                   | Japanischer Hopfen                        | Humulus scandens (Lour.) Merr.                                                               | Hanfgewächse             | 15. Aug. 2019 |
| Japanischer Klee                   | Japanischer Klee / Chinesischer Buschklee | Lespedeza cuneata (Dum.Cours.) G. Don (Lespedeza juncea var. sericea (Thunb.) Lace & Hauech) | Schmetterlingsblütler    | 15. Aug. 2019 |
| Japanischer Kletterfarn            | Japanischer Kletterfarn                   | Lygodium japonicum (Thunb.) Sw.                                                              | Kletterfarngewächse      | 15. Aug. 2019 |
| Mesquite-Strauch                   | Mesquite-Strauch                          | Prosopis juliflora (Sw.) DC.                                                                 | Schmetterlingsblütler    | 15. Aug. 2019 |
| Riesen-Schwimmfarn                 | Riesen-Schwimmfarn                        | Salvinia molesta D. S. Mitch. (Salvinia adnata Desv.)                                        | Schwimmfarngewächse      | 15. Aug. 2019 |
| Chinesischer Talgbaum              | Chinesischer Talgbaum                     | Triadica sebifera (L.) Small (Sapium sebiferum (L.) Roxb.)                                   | Wolfsmilchgewächse       | 15. Aug. 2019 |
| Rundblättriger Baumwürger          | Rundblättriger Baumwürger                 | Celastrus orbiculatus                                                                        | Spindelbaumgewächse      | 2. Aug. 2022  |
| Nadelblättriges Nadelkissen        | Nadelblättriges Nadelkissen               | Hakea sericea                                                                                | Silberbaumgewächse       | 2. Aug. 2022  |
| Flieder-Knöterich                  | Flieder-Knöterich                         | Koenigia polystachya                                                                         | Knöterichgewächse        | 2. Aug. 2022  |
| Muschelblume                       | Muschelblume                              | Pistia stratiotes                                                                            | Aronstabgewächse         | 2. Aug. 2022  |
| Rugulopteryx okamurae              |                                           | Rugulopteryx okamurae                                                                        | Braunalgen               | 2. Aug. 2022  |

## Kritik
Die Liste wurde sowohl vom Europäischen Parlament wie auch von den Naturschutzverbänden im Vorfeld der Beschlussfassung heftig kritisiert. Sie sei mit initial 37 Arten viel zu kurz, zahlreiche wichtige Arten seien nicht aufgenommen. Für das Gebiet der EU schätzten die Kritiker die Existenz von ungefähr 1500 invasiven Neobiota. Aufgrund der Kritik des Parlaments wurde die Entscheidung über die Liste verzögert, sie wurde aber schließlich in der ursprünglich vorgesehenen Fassung beschlossen. Auch eine vom zuständigen, gemäß Artikel 27 der EU-Verordnung gebildeten Fachausschuss von Experten der Mitgliedsstaaten verabschiedete Ergänzungsliste mit weiteren 20 Arten wurde zunächst nicht aufgenommen.

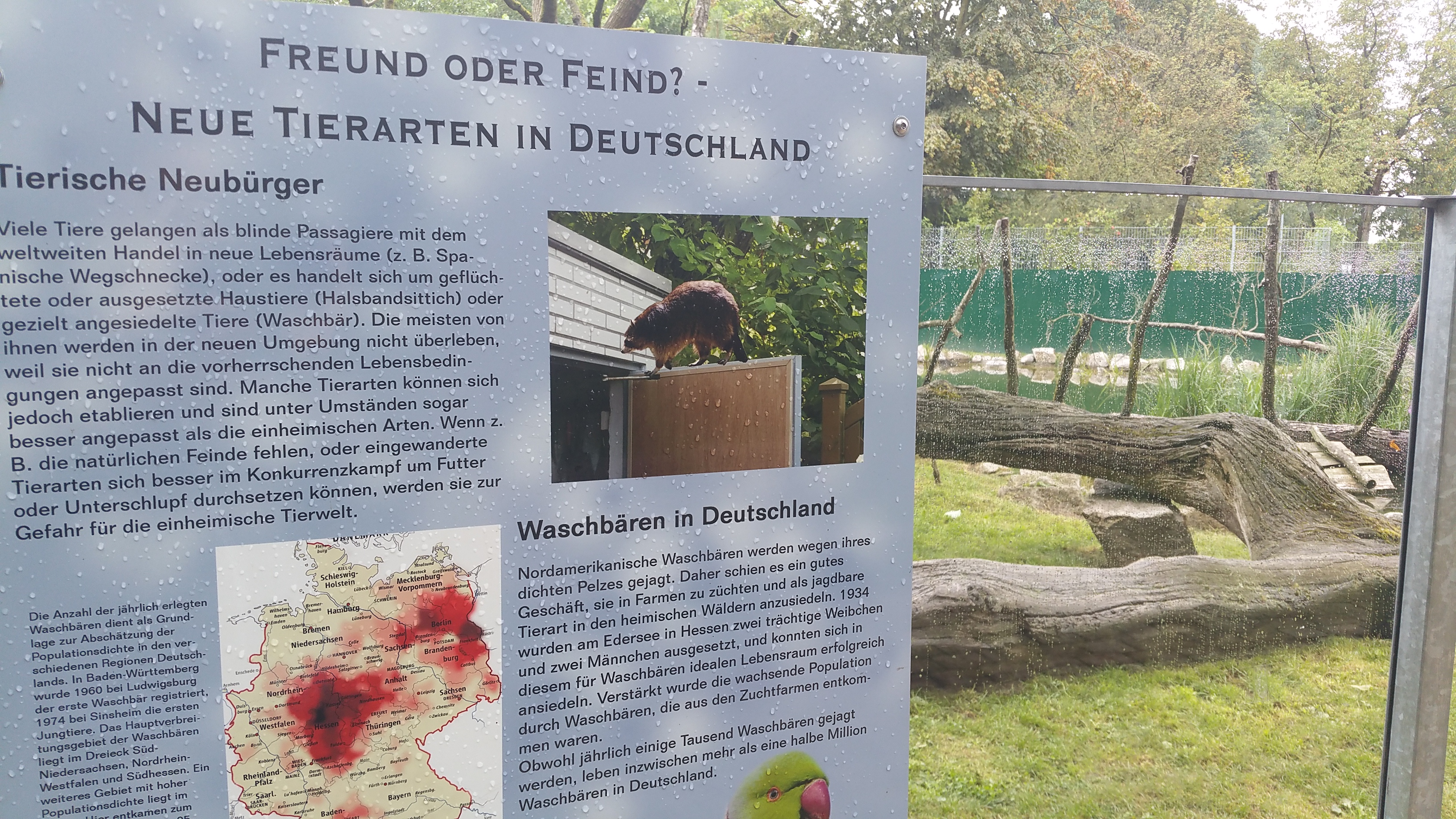
Informationen über invasive Tierarten im Zoologischen Garten Heidelberg.

Gegen eine Aufnahme von Arten in die Liste wurde auch durch von Einschränkungen gegebenenfalls betroffene Nutzergruppen opponiert. So protestierte der Verband der Deutschen Binnenfischerei und Aquakultur gegen die Aufnahme von Flusskrebsarten wie Signalkrebs und Kamberkrebs in die Liste, obschon diese bekanntermaßen die Krebspest eingeschleppt haben und auch sonst die heimischen Krebsarten vollständig verdrängen.
Der Verband der Zoologischen Gärten (VdZ) wehrte sich bereits frühzeitig gegen die Ausweitung der EU-Verordnung auf die Zootierhaltung: Zum einen seien Zoos keine maßgeblichen Verursacher der Invasivarten-Problematik in Europa und zum anderen unterstützen Zoos die EU in ihrem Bestreben, die Bevölkerung über gebietsfremde invasive Arten aufzuklären. Das belege auch der 2012 verabschiedete European Code of Conduct on Zoological Gardens and Aquaria and Invasive Alien Species. Auch der Zentralverband Gartenbau, der damals nicht unmittelbar betroffen war, kritisierte die Liste, weil möglicherweise in der Zukunft Einschränkungen wirksam werden könnten.
Die Ausnahmen bezüglich Haltung, aber auch Transport und die entsprechenden Vorsichtsmaßnahmen sind geregelt in Artikel 8 der Verordnung (EU) 1143/2014. Dazu zählen insbesondere der Einsatz von qualifiziertem Personal, Überwachungssystemen und Krisenplänen.

## Rechtsquelle
- Durchführungsverordnung (EU) 2016/1141 der Kommission vom 13. Juli 2016 zur Annahme einer Liste invasiver gebietsfremder Arten von unionsweiter Bedeutung. In: Amtsblatt der Europäischen Union. L, Nr. 189, 14. Juli 2016, S. 4 (deutsche Fassung).